# Wolfgang Günter Lerch
Wolfgang Günter Lerch (* 21. März 1946 in Friedberg) ist ein deutscher Journalist, Orientalist und Autor.

## Leben und Wirken
Wolfgang Günter Lerch legte sein Abitur an der Freien Waldorfschule in Stuttgart ab und studierte danach an den Universitäten Freiburg und Tübingen Germanistik, Islamwissenschaft, Philosophie und Religionswissenschaft. Seine Magisterarbeit zu einem Thema aus der persischen Mystik schrieb er bei Josef van Ess.
1978 begann er eine Tätigkeit in der Nachrichtenredaktion der Frankfurter Allgemeinen Zeitung, wo er als Redakteur und Reisekorrespondent tätig war. Er schreibt über die politischen Ereignisse und sozialen Verhältnisse in Nordafrika und im Nahen Osten, die er auf mehreren Reisen besonders in die Türkei, den Iran, den Irak und nach Syrien studierte. Seit 2012 ist er im Ruhestand und als freier Autor tätig. 
Wolfgang Günter Lerch beschäftigt sich auch mit türkischer Literatur und historischer Musikwissenschaft. 1997 erschien sein Historischer Roman Tod in Bagdad. 2003 wurden seine Übersetzungen türkischer Lyrik in Die Laute Osmans. Türkische Literatur im 20. Jahrhundert veröffentlicht.

## Schriften
- Der Golfkrieg. Ereignisse, Gestalten, Hintergründe. Piper, München, Zürich 1988, ISBN 3-492-10956-X.
- Türkei. Wo Noahs Arche landete. Fünfzehn Reportagen. Fotografiert von Hermann Dornhege, Keyser, München 1988, ISBN 3-87405-192-7.
- Kein Frieden für Allahs Völker. Die Kriege am Golf. Geschichte, Gestalten, Folgen. Fischer, Frankfurt am Main 1991, ISBN 3-10-043809-4.
- Halbmond, Kreuz und Davidstern. Nationalitäten und Religionen im Nahen und Mittleren Osten. Eichborn, Frankfurt am Main 1992, ISBN 3-8218-1135-8.
- Jerusalem. Stadt der Weltreligionen. Fotografiert von Hermann Dornhege. Vorwort von Schalom Ben-Chorin. Benziger, Zürich 1992, ISBN 3-545-34107-0.
- Istanbul. Warum Byzanz nicht mehr Konstantinopel heißt. Fotografiert von Hermann Dornhege. Benziger, Zürich 1995, ISBN 3-545-33140-7.
- Brennpunkt Naher Osten. Der lange Weg zum Frieden. Koehler & Amelang, München/Berlin 1996, ISBN 3-7338-0207-1.
- Tod in Bagdad oder Leben und Sterben des Al-Halladsch. Historischer Roman. Artemis und Winkler, Düsseldorf, Zürich 1997, ISBN 3-538-07050-4.
- mit Joachim Willeitner, Hans-Joachim Budeit: Türkei. Von der Antike zum Islam. Hirmer, München 1998, ISBN 3-7774-7950-0 (neu: ISBN 3-7774-7955-1).
- Muhammeds Erben. Die unbekannte Vielfalt des Islam. Patmos, Düsseldorf 1999, ISBN 3-491-72410-4.
- Denker des Propheten. Die Philosophie des Islam. Patmos, Düsseldorf 2000, ISBN 3-491-72429-5.
- Der Kaukasus. Nationalitäten, Religionen und Großmächte im Widerstreit. Europa, Hamburg, Wien 2000, ISBN 3-203-79530-2.
- Die Laute Osmans. Türkische Literatur im 20. Jahrhundert. Allitera, München 2003, ISBN 3-935877-86-2.
- Händler, Mullahs, Autokraten. Aus den Ländern des Islam. Allitera, München 2003, ISBN 3-86520-017-6.
- Der Islam in der Moderne. Aspekte einer Weltreligion. Allitera, München 2004, ISBN 3-86520-056-7.
- Zwischen Steppe und Garten. Türkische Literatur aus tausend Jahren. Allitera, München 2008, ISBN 978-3-86520-324-3.
- Wie eine Perle im Ozean. Türkische Kultur und Literatur in Mittelasien. Allitera, München 2011, ISBN 978-3-86906-148-1.
- Poesie und Geschichte. Über den türkischen Dichter Yahya Kemal Beyatli. Allitera. München 2013, ISBN 978-3-86906-500-7.
- (Hrsg.): Arabellion. Der Aufbruch der arabischen Welt. E-Book. Frankfurter Allgemeine Buch, Frankfurt am Main 2012, ISBN 978-3-89843-162-0.
- Der Schatz der Garamanten oder Reisigers Traum. Ein Roman aus der Wüste. Noack & Block, Berlin 2013, ISBN 978-3-86813-020-1.
- Der Medschnun aus dem Odenwald. Ein deutsch-türkischer Roman. Noack & Block, Berlin 2014, ISBN 978-3-86813-021-8.
- Die Welten des Islam. Eine Kultur zwischen Wandel und Beharrung. Frank & Timme, Berlin 2015, ISBN 978-3-7329-0117-3.
- Der Verbannte von Famagusta. Das Leben des türkischen Dichters Namik Kemal. Biographischer Roman. Noack & Block, Berlin 2015, ISBN 978-3-86813-030-0.
- Mein Orient. Begegnungen mit Morgen- und Abendländern. Frank & Timme, Berlin 2016, ISBN 978-3-7329-0305-4.
- Begegnungen mit der Türkei. Geschichte, Kultur, Politik. Frank & Timme, Berlin 2019, ISBN 978-3-7329-0538-6.
- Aus meinen persischen Papieren. Eine persönliche Kulturgeschichte Irans. Frank & Timme, Berlin 2021, ISBN 978-3-7329-0759-5.
- Türkische Dichter. Eine Literatur im Aufwind. Frank & Timme, Berlin 2021, ISBN 978-3-7329-0760-1.
- Wüste in Flammen. Lawrence von Arabien zwischen Fiktion und Wirklichkeit. Frank & Timme, Berlin 2022, ISBN 978-3-7329-0850-9 (eingeschränkte Vorschau in der Google-Buchsuche).
- Symphonie der Einsamkeit. Der türkische Dichter Ahmet Hasim. Frank & Timme, Berlin 2023, ISBN 978-3-7329-0983-4 (eingeschränkte Vorschau in der Google-Buchsuche).
- Der Babylonier. Das abenteuerliche Leben des Claudius James Rich. Noack & Block, Berlin 2024, ISBN 978-3-86813-192-5.
- Das Feuer Israfels. Edgar Allan Poe und der „Orient“. Frank & Timme, Berlin 2024, ISBN 978-3-7329-8797-9.
- Tulpenklänge im Rosenhag. Türkische Lieder und Gedichte – Eine Blütenlese. Frank & Timme, Berlin 2025, ISBN 978-3-7329-1173-8.